# Aporosa sarawakensis
Aporosa sarawakensis là một loài thực vật có hoa trong họ Diệp hạ châu. Loài này được Schot mô tả khoa học đầu tiên năm 1995.